# Ligne Lozova-Sébastopol
La ligne Lozova-Sébastopol est un axe ferroviaire en Ukraine. Elle relie Lozova, dans l'est de l'Ukraine, à Sébastopol, en Crimée, occupée par la Russie depuis 2014. 

## Histoire
Elle fut créée sur capitaux privés entre 1872 et 1875. La concession avait été donnée en 1856 à la Grande société des chemins de fer russes avec pour objectif la construction d'une voie ferrée reliant Moscou à Sébastopol. En 1871, la concession pour la construction de Lozova à Sébastopol fut accordée à P.I. Gubonin.
Le 15 novembre 1873, le trafic ouvrait sur la section Lozova à Alexandrovsk avec un embranchement ouvrant vers Ekaterinoslav. Le  23 juillet 1874 ouvrait la section d'Alexandrovsk à Melitopol. Le 15 septembre 1875, le premier train arrivait à Sébastopol.
En 1894 la ligne était privatisée pour devenir Ligne de chemin de fer Koursk-Kharkov-Sébastopol.

## Infrastructure

### Gares et haltes
Gares : gare de Lozova, Synelnykove-1, Alexandrovsk, gare de Mélitopol, gare de Novooleksiïvka, gare de Djankoï, gare de Simferopol, gare de Bakhtchyssaraï à gare de Sébastopol.